# Les croulants se portent bien
Pour plus de détails, voir Fiche technique et Distribution.
Les croulants se portent bien est un film français réalisé par Jean Boyer, sorti en 1961.

## Fiche technique
- Titre : Les croulants se portent bien
- Réalisation : Jean Boyer
- Scénario et dialogues : Roger Ferdinand, d'après sa pièce (1959)
- Photographie : Pierre Petit
- Décors : Jean Douarinou
- Son : Antoine Archimbaud
- Montage : Jacqueline Brédillon-Brachet
- Musique : Georges Auric
- Production : Cocinor - Les Films Marceau - Les Productions Sigma
- Tournage : du 6 février au 11 mars 1961
- Pays d'origine :  France
- Durée : 90 minutes
- Date de sortie : 
  - France - 15 novembre 1961

## Distribution
- Fernand Gravey : François Legrand
- Claudine Coster : Jacqueline
- Jacques Perrin : Michel Legrand
- Sophie Daumier : 	Martine Legrand
- Pierre Dux : L'éditeur Émile Cadeau
- Jeanne Aubert : Minouche Legrand
- Nadia Gray : Thérèse
- Jean Tissier : Armand